# Klatovy
Klatovy (Duits: Klattau) is een Tsjechische stad in de regio Pilsen, en maakt deel uit van het district Klatovy.
Klatovy is tussen 1260-1263 tot koningsstad benoemd door Ottokar II van Bohemen en telt 23.102 inwoners (2007).
De Nederlandse gemeente Heemskerk had een stedenband met Klatovy totdat ze in 2012 besliste deze in 2013 te beëindigen.

## Galerij

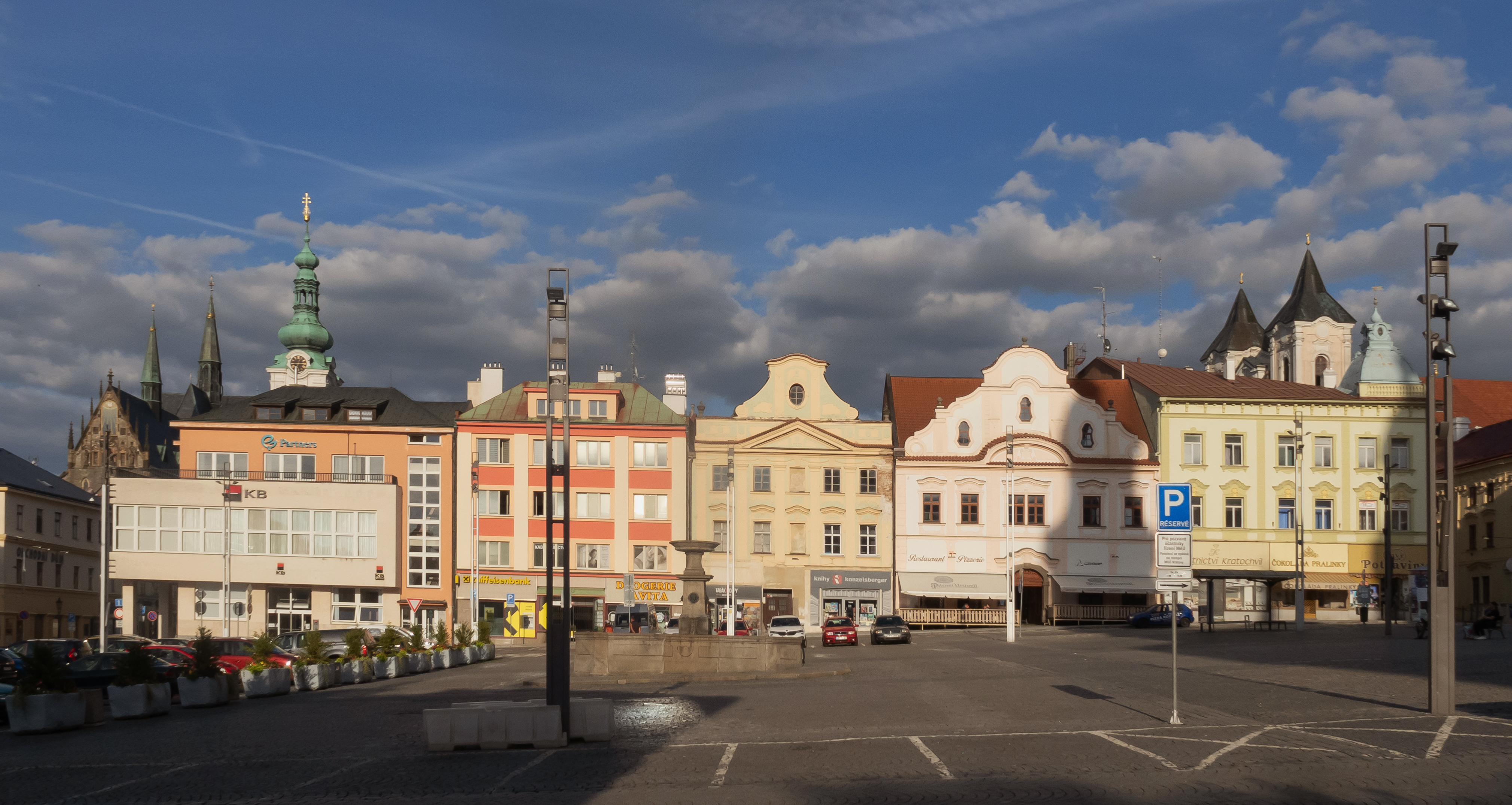
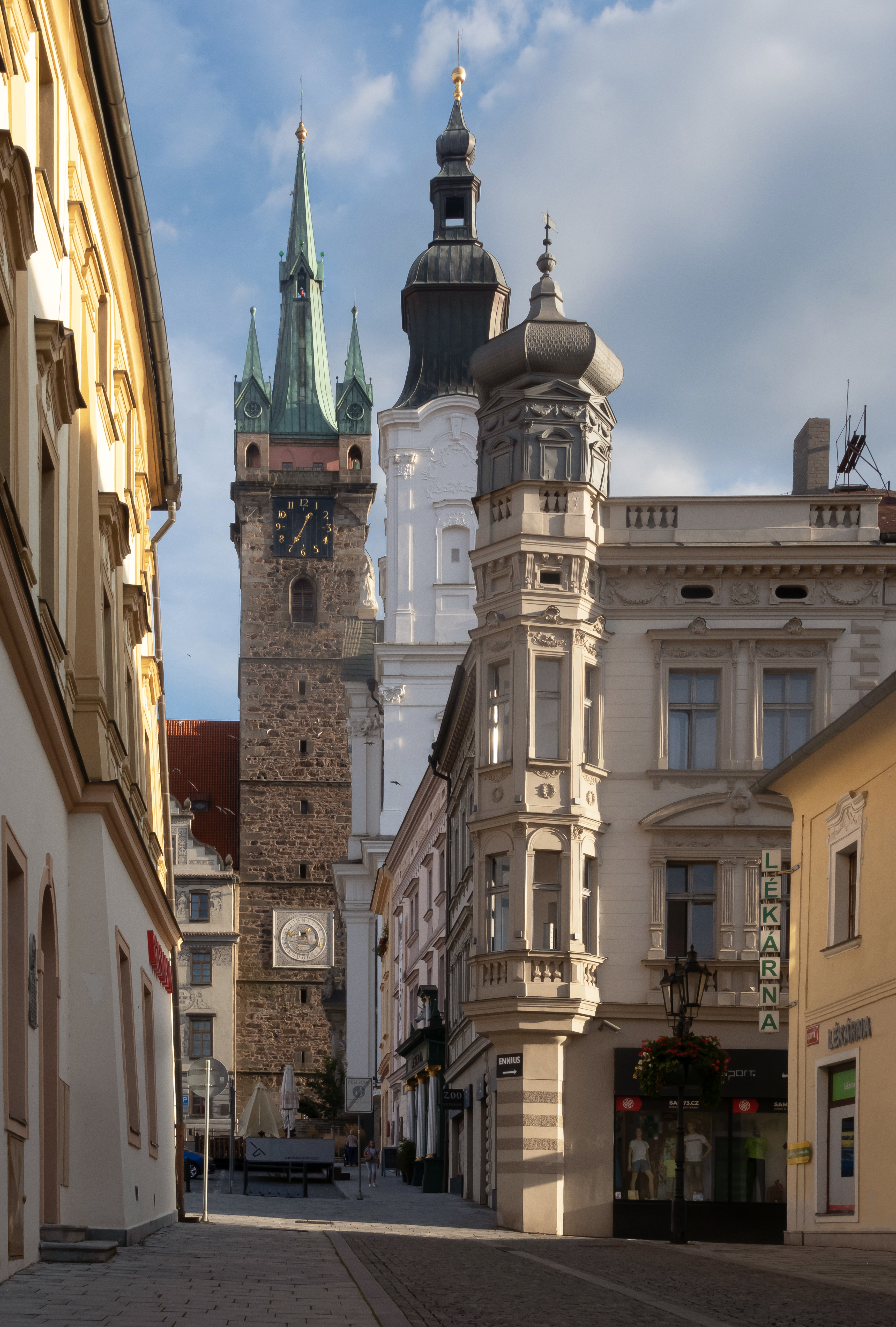
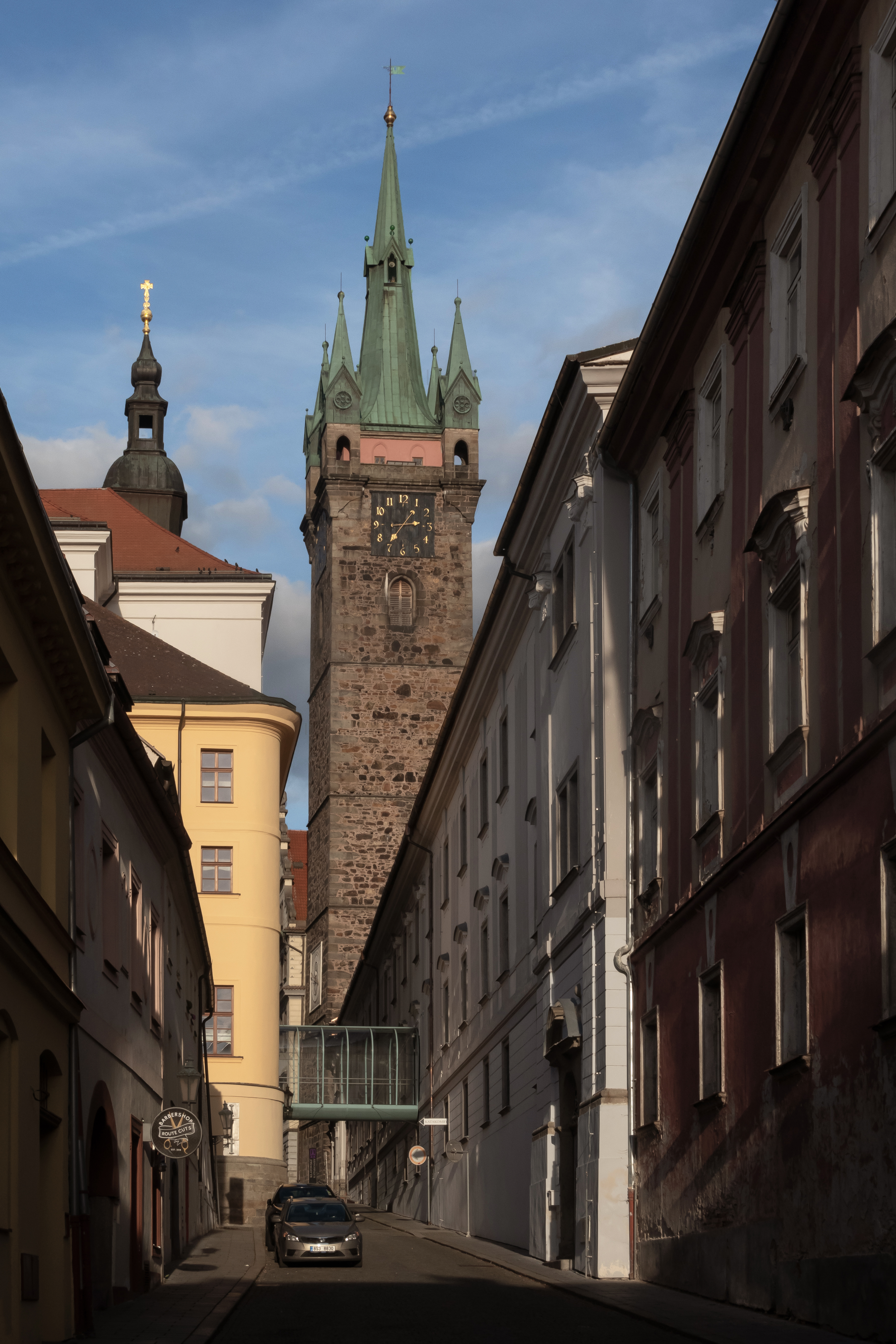
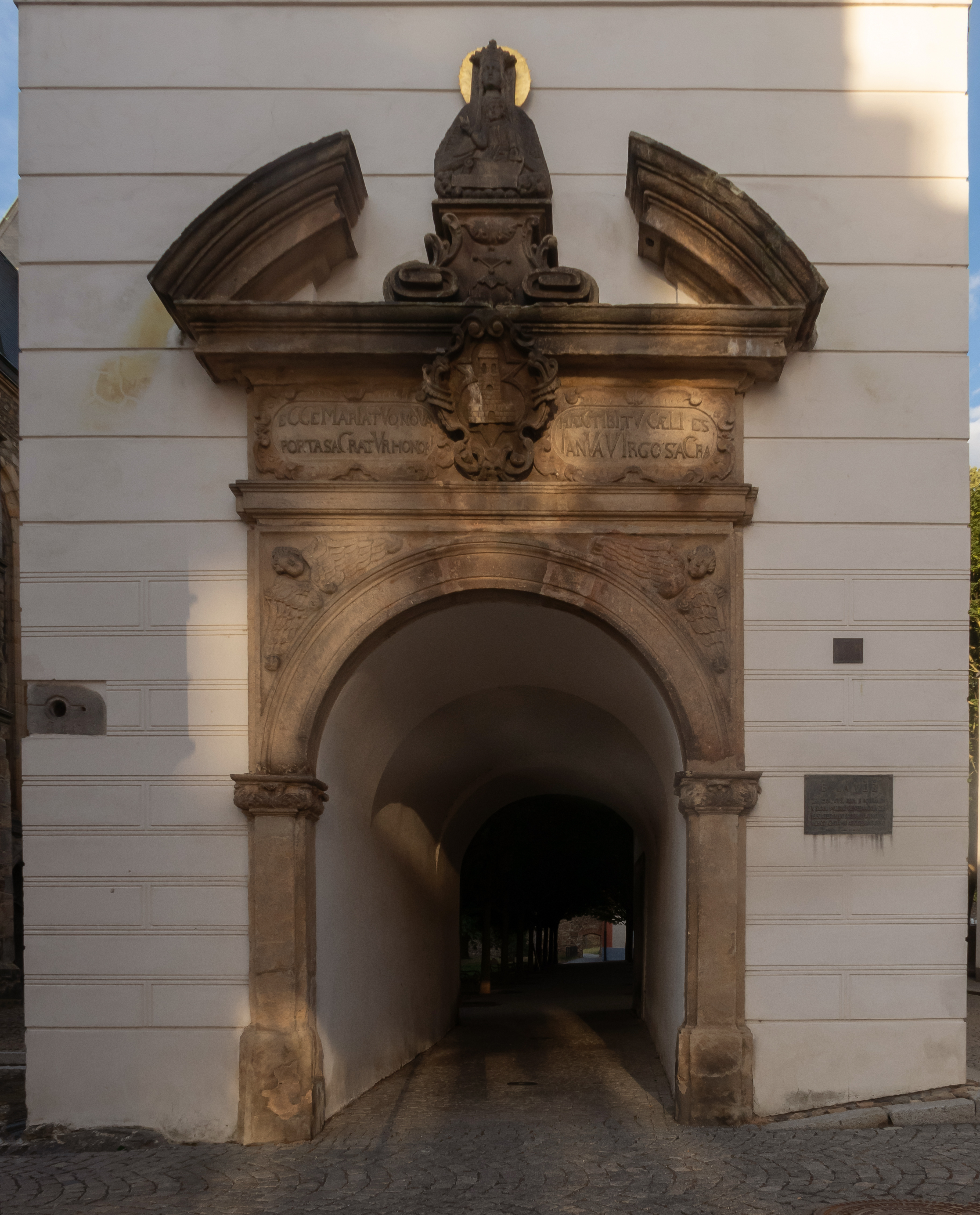
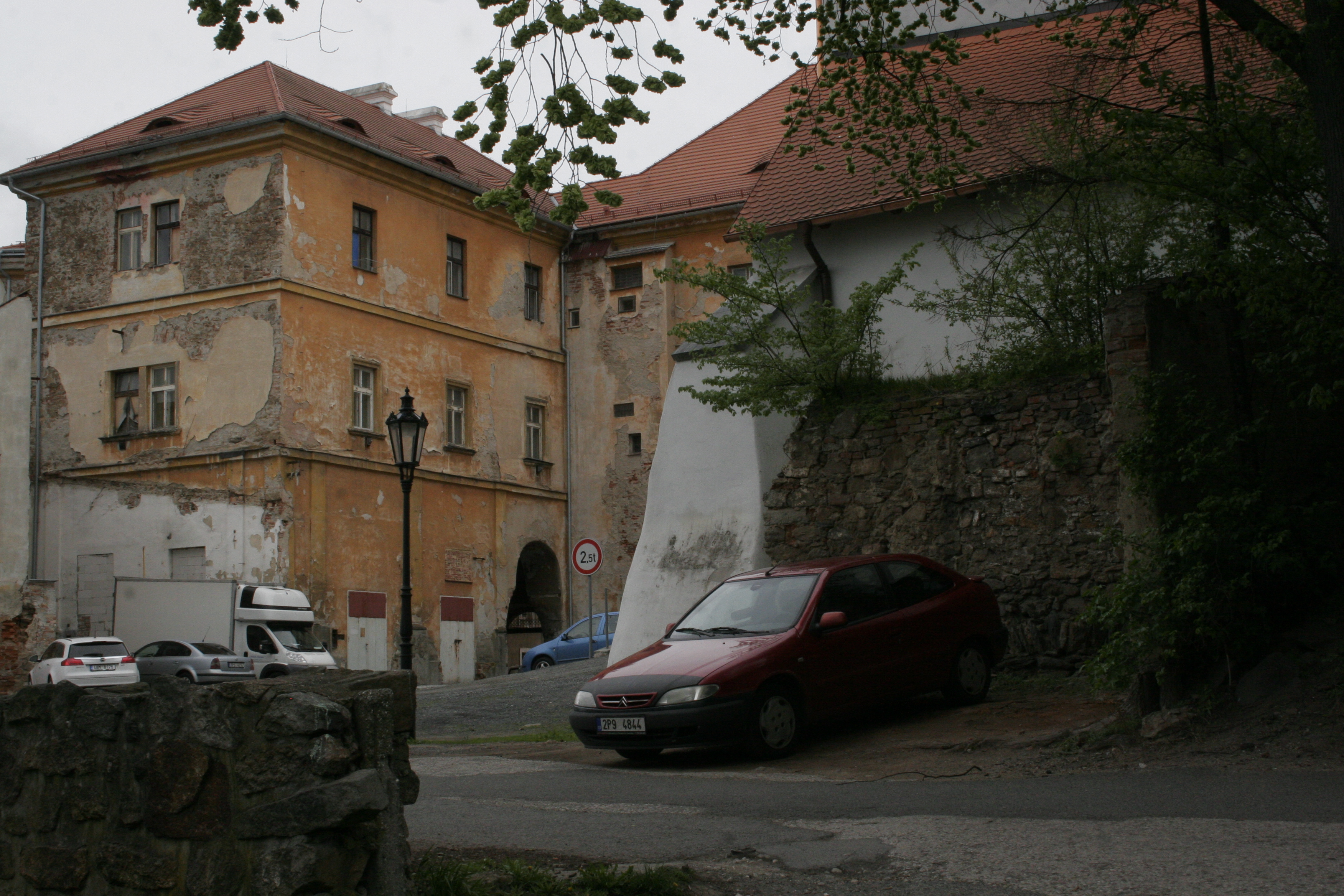
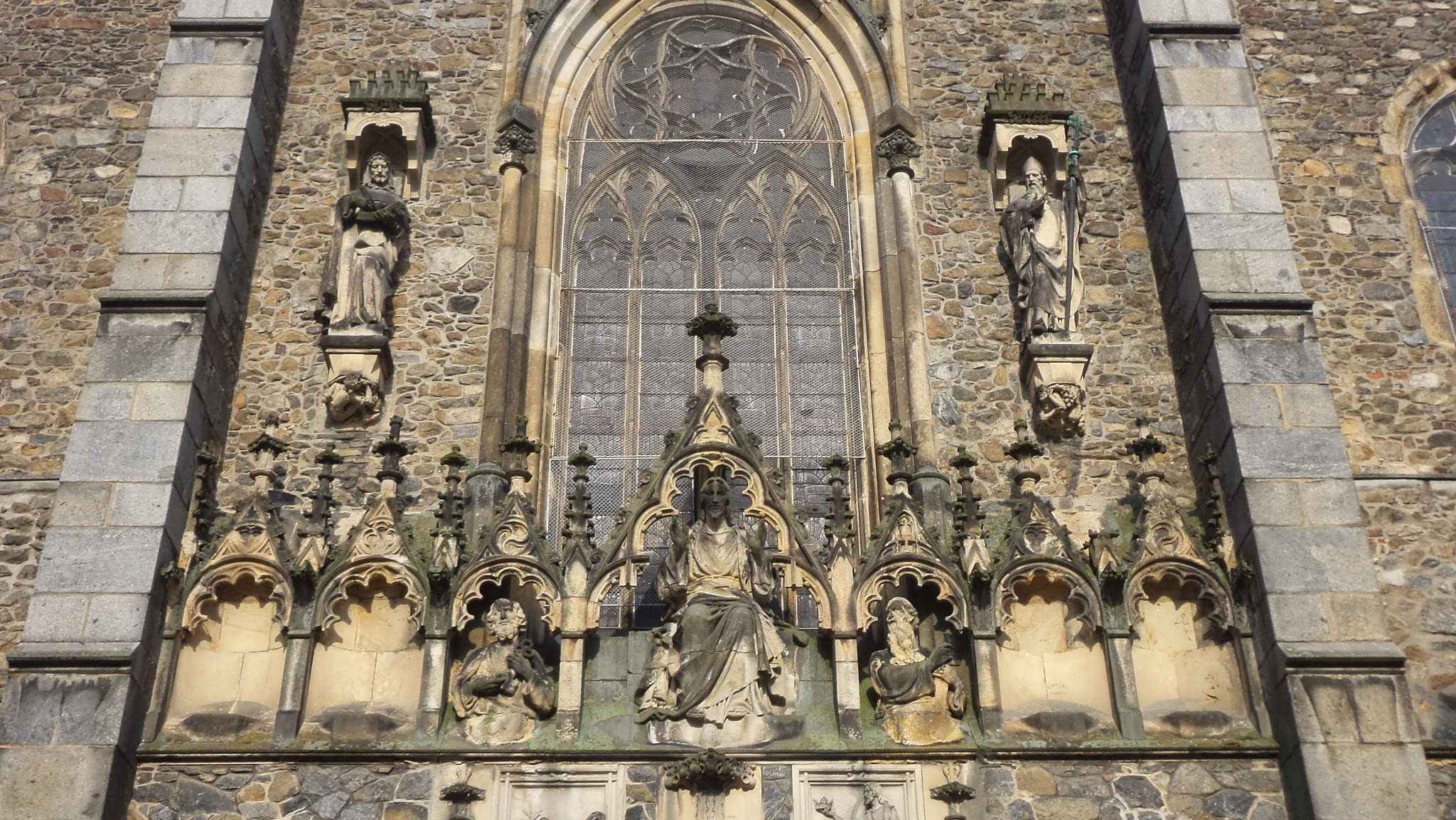
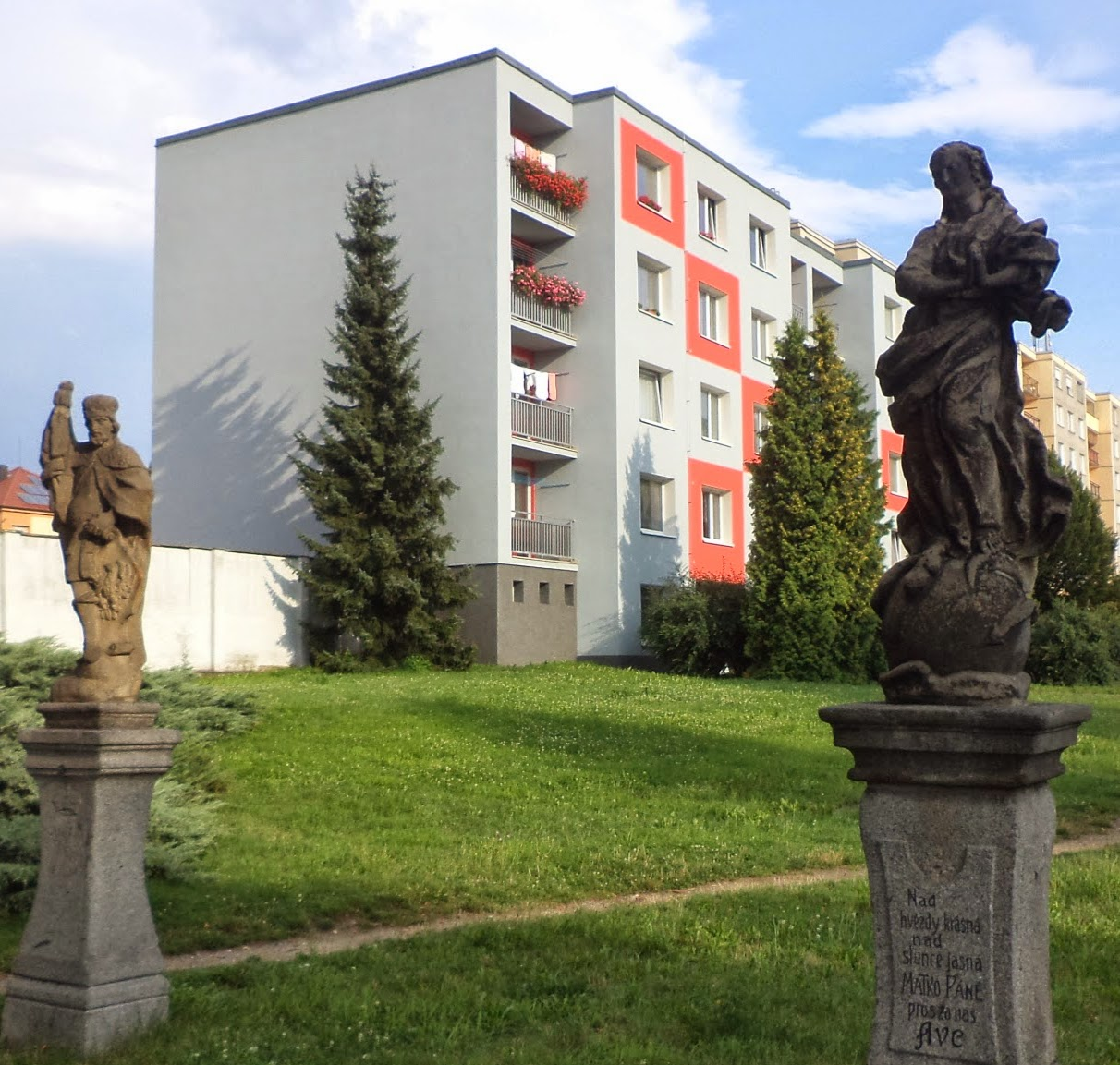